# Takedown: Red Sabre
Takedown: Red Sabre è un videogioco sparatutto tattico in prima persona sviluppato per Microsoft Windows e Xbox 360. È stato pubblicato il 20 settembre 2013 per Windows nella piattaforma Steam e il 21 febbraio 2014 per Xbox Live.

## Modalità di gioco

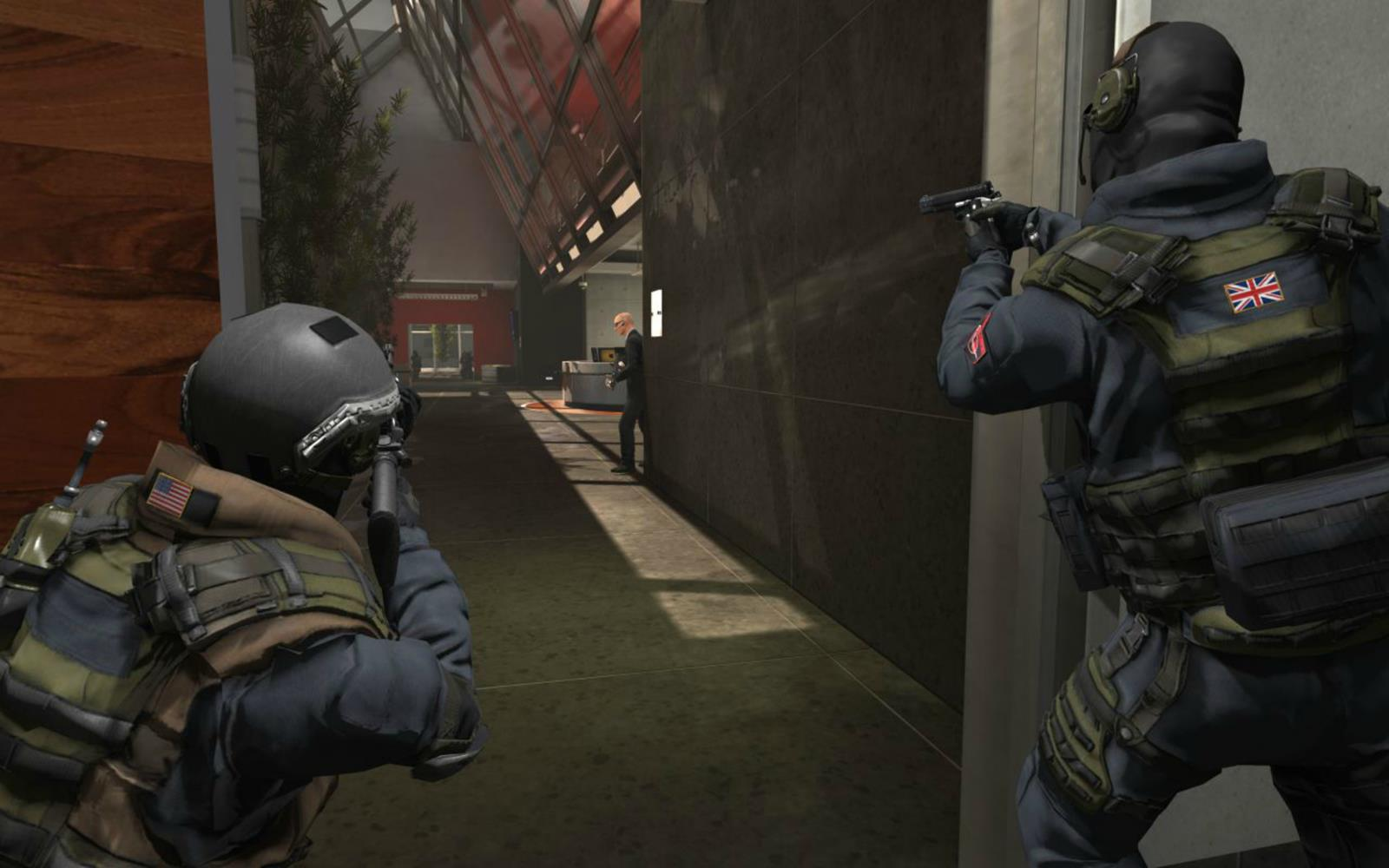
Schermata di gioco di Takedown: Red Sabre dall' E3.

Takedown: Red Sabre è uno sparatutto in prima persona tattico, che mira ad essere uno Sparatutto realistico di squadra. È considerato dallo sviluppatore per essere un successore spirituale delle originali serie di giochi di Tom Clancy's Rainbow Six e SWAT. Supporta le modalità di giocatore Singolo, Gioco co-operativo, e vari tipi di minigames in multiplayer.

## Sviluppo

### Il successo nella campagna di Kickstarter
Dopo il successo di altre campagne di Crowdfunding su Kickstarter, Serellan ha lanciato il proprio appello il 2 marzo 2012 sul sito stesso, con un obiettivo di $ 200.000. Tale somma è stata una base di partenza per portare il gioco in una fase alpha, quindi il progetto doveva essere ancora presentato agli editori in forma giocabile, e convincere gli investitori privati a dimostrare che il mercato degli Sparatutto tattici è attraente ed è ancora un'industria vitale. Dopo un avvio lento (dopo aver sollevato solo un terzo della richiesta somma una settimana prima della scadenza), la campagna su Kickstarter ebbe uno slancio enorme negli ultimi giorni a seguito di un nuovo trailer della campagna e un video cinematografico, e, infine, attraversato i $ 200.000 nelle ultime ore, termina a $ 221.833 grazie a 5.423 sostenitori il 1º aprile 2012. Un sostenitore notevole era l'ex community manager di Infinity Ward, Robert Bowling, che ha fatto la promozione della campagna su Twitter. Ogni sostenitore ha beneficiato di un accesso ad una speciale sezione del forum sul sito internet della Serellan dove potevano partecipare nello sviluppo del gioco, portando idee, partecipando ad alcune decisioni, e l'invio di contenuti.

### Collaborazione con 505 Games
Nel 15 febbraio 2013, Serellan annunciò una collaborazione con l'editore 505 Games, e annunciò il rilascio del gioco per Microsoft Windows e Xbox 360 per la fine dell'anno. Il gioco fu presentato e per la prima volta giocabile all'Electronic Entertainment Expo 2013, nello stand di 505 Games.

## Accoglienza
Takedown ricevette delle pessime recensioni. Le critiche erano fondate per il suo stato ancora primordiale, numerosi bug e glitch e una debole esperienza in multiplayer. Brett Todd di GameSpot recensì il gioco, votandolo solamente 2 su 10, concludendo con: «Questo è un gioco che non avrebbe dovuto essere rilasciato nel suo stato attuale, e non è certo quello in cui si dovrebbero perdere tempo e soldi».